# Bruck (Weyarn)
Bruck ist ein Gemeindeteil der Gemeinde Weyarn im oberbayerischen Landkreis Miesbach.

## Geographie
Der Weiler Bruck liegt östlich des Hauptortes Weyarn und westlich von Großseeham an der Kreisstraße MB 17 und an der Kreisstraße MB 18. Nördlich des Ortes, der vom 532,5 ha großen Landschaftsschutzgebiet Seehamer See mit Wattersdorfer Moor (siehe Liste der Landschaftsschutzgebiete im Landkreis Miesbach) umgeben ist, verläuft die A 8, südöstlich erstreckt sich der 147 ha große Seehamer See.

## Baudenkmäler

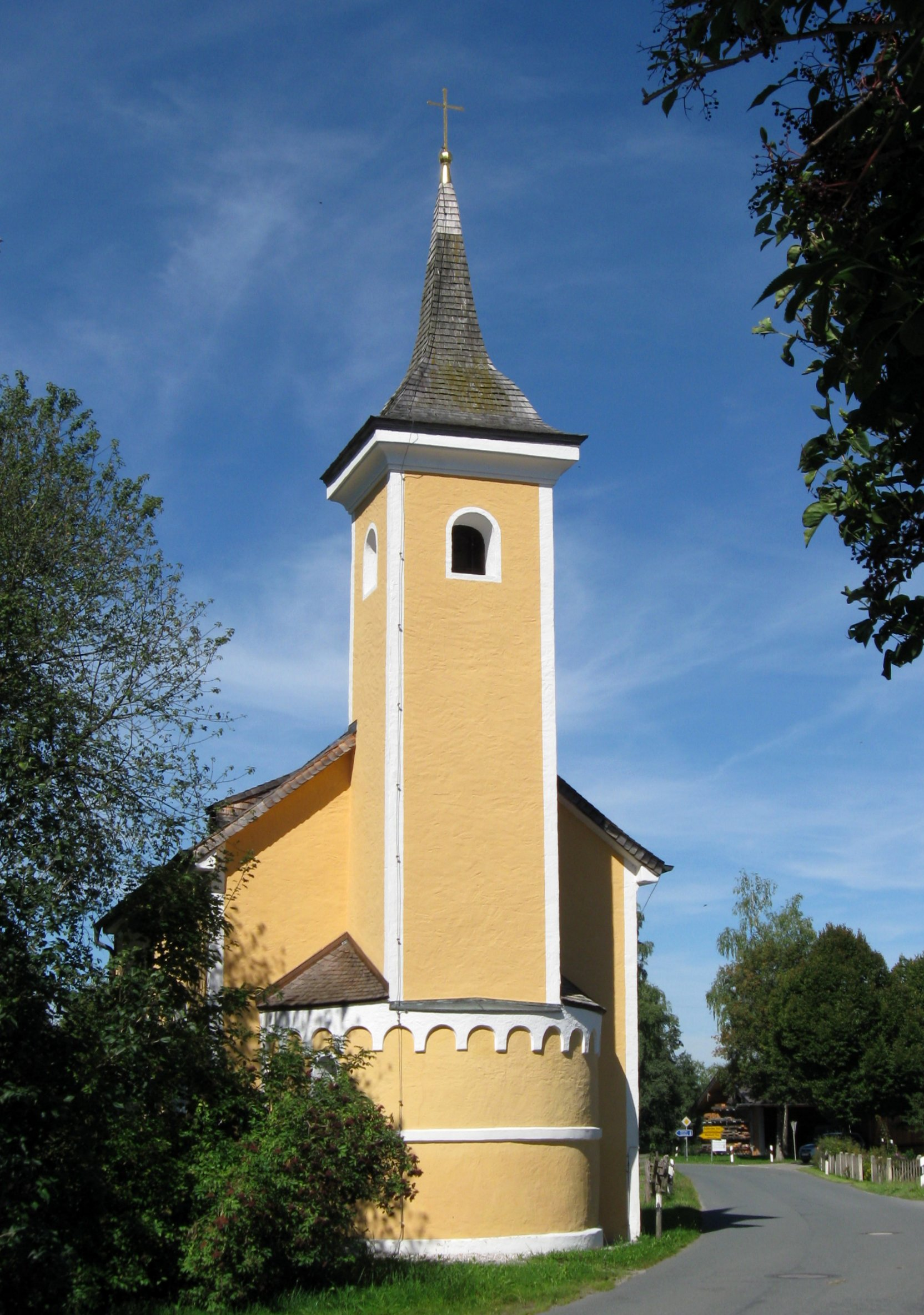
Filialkirche St. Rupert (2011)

In der Liste der Baudenkmäler in Weyarn ist für Bruck ein Baudenkmal aufgeführt:
- Die um 1200 erbaute katholische Filialkirche St. Rupert ist ein romanischer Saalbau mit Rundbogenfries an der Chorapsis. Eine Barockisierung des Innenraumes erfolgte im Jahr 1789, der Chorturm stammt wohl ebenfalls aus diesem Jahr.